# میرلر
میرلر (ترکی آذربایجانی: Mirlər) یک منطقهٔ مسکونی در جمهوری آرتساخ است که در استان کاشاتاق واقع شده‌است.